# Tsetang
Tsetang (aussi Zedang, Tsedang ou Tsethang; tibétain : རྩེ་ཐང་, Wylie : Rtse-thang, pinyin tibétain : Zêtang ; chinois : 泽当镇 ; pinyin : zédàng zhèn) est un bourg-canton situé dans le xian de Nêdong, dans la préfecture de Shannan. Son centre urbain est à 158 km au sud-est de Lhassa et à 96 km de l'aéroport international de Gongkar, il est situé au cœur de la vallée de la rivière Yarlung Tsangpo, dans la région autonome du Tibet en Chine.
Il existe six comités de quartier sous la juridiction de la ville, avec une population totale de plus de 60 000 habitants, dont 25 800 résidents permanents. La superficie totale est de 8898 hectares et la superficie des terres arables est de 2941 hectares.
En tibétain, Tsetang signifie « le barrage où jouent les singes » : selon la légende, c'est là que s'est déroulée l'histoire du singe devenu humain. Les sites culturels célèbres — Yumbulagang, le temple Changzhug et la grotte des singes — se trouvent tous dans la ville.

## Histoire
Tsetang fut la capitale de la dynastie Yarlung et, comme telle, un endroit de grande importance. Au XIXe siècle, elle aurait contenu quelque 1 000 maisons, un bazar, un monastère (gompa) et un fort (dzong). 
C'est actuellement la capitale de Shannan (chinois pour le Sud des Montagnes), située au sud du Mont Gangdise et du Mont Nyenchen Tanglha. la préfecture et la deuxième plus grande ville de l'Ü-Tsang et la troisième plus grande du Tibet. Elle se situe à une altitude de 3 100 mètres et comprend une population d'environ 60 000 habitants. Elle est située à environ 4 km au nord-est de Nêdong, avec laquelle elle ne constitue désormais plus qu'une seule ville.
La ville de Tsetang est située près du flanc du mont Gangpori (3 400 m) et accueille les ruines de l'ancien monastère de Gajiu, connu comme le berceau de civilisation tibétaine. Samye, le premier monastère du Tibet, est situé à 30 km de Tsetang ; il fut fondé en 779 par le roi Trisong Detsen. 
Le monastère de Tsetang, Ganden Chökhorling, fondé en 1351 par la dynastie Phagmodrupa, est un centre important d'érudition, la ville elle-même remonterait à la fondation de ce monastère. Initialement Kagyupa, le monastère a été repris par les Gelugpas au XVIIIe siècle. Il a été détruit mais a été restauré depuis. Ngamchö, qui est aussi un monastère gelugpa, abrite le lit et le trône du dalaï-lama ainsi qu'une chapelle consacrée à la médecine tibétaine traditionnelle. 
Les monastères Sakyapa de Samten Ling et Drebuling ont été détruits en 1959, mais d'autres constructions les ont remplacés. Le couvent gelugpa de Sang-ngag Zimche a été reconstruit sur les ruines de Samten Ling, il abrite une statue à 1 000 bras de Chenresig (Avalokiteshvara) qui aurait été faite par le roi Songtsen Gampo (609-613? - 650).
Selon la légende, l'une des trois cavernes sur le versant à l'est de la ville est le lieu de naissance du peuple tibétain, résultat de l'accouplement d'un singe et d'une ogresse. 
À environ 5 km au sud de Tsetang se trouve le monastère de Changzhug, fondé sous le règne de Songtsen Gampo, et à peu près 10 km plus loin se trouve Yumbulagang qui, selon la légende, fut construit en guise de palais pour le premier roi, Nyatri Tsenpo, et fut le premier bâtiment du Tibet. 

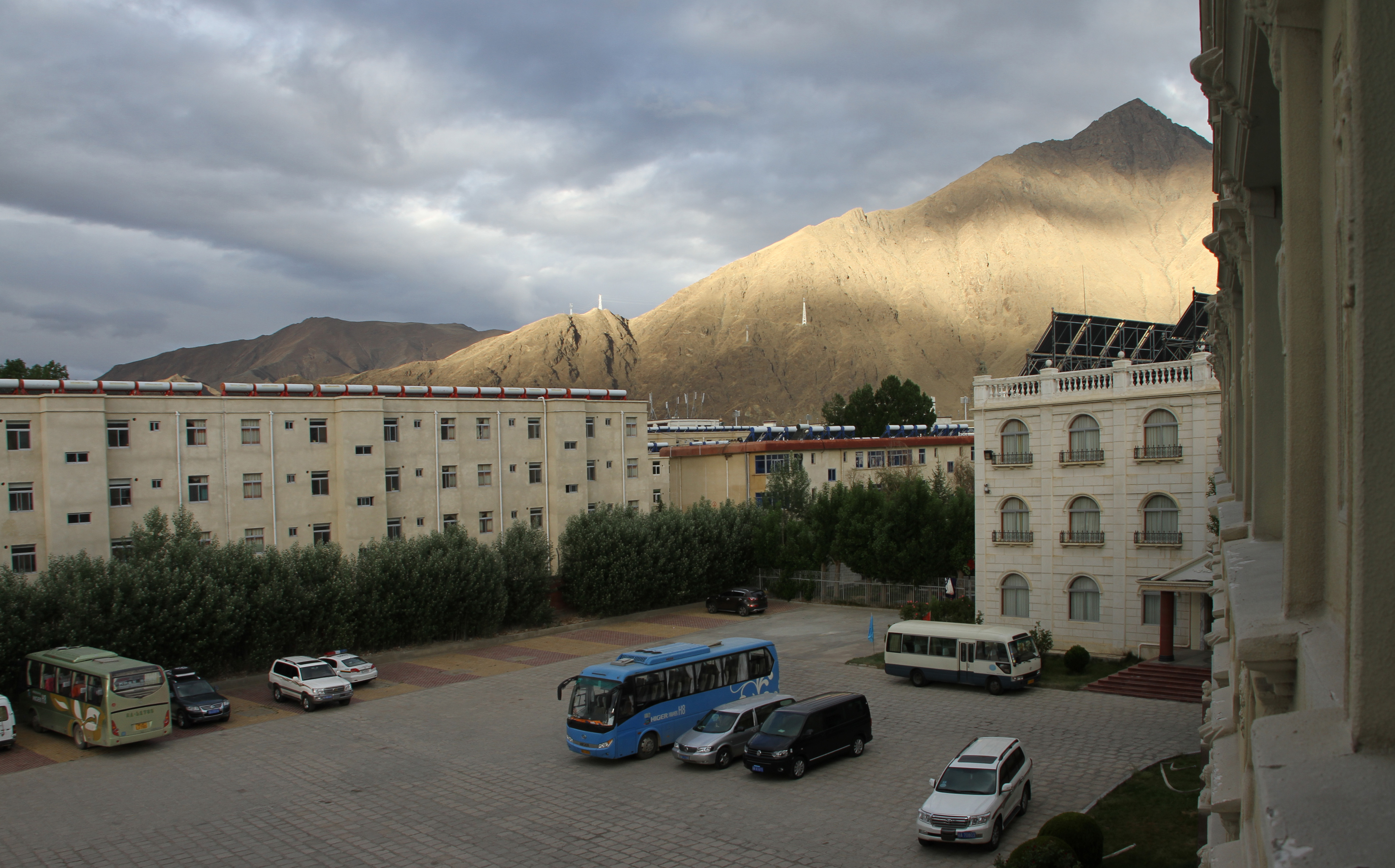
Hotel à Tsetang 2014

## Personnalités liées à la ville
- Khyenrab Norbu